# Browntown (comté de Luzerne, Pennsylvanie)
 (août 2025).
Browntown est une census-designated place située dans le comté de Luzerne, dans l’État de Pennsylvanie, aux États-Unis. Lors du recensement de 2020, elle compte 1 316 habitants.